# جون باسمور
جون باسمور (9 سبتمبر 1914 - 25 يوليو 2004) كان فيلسوفًا أستراليًا.